# Ephippigerida pantingana
Ephippigerida pantingana es una especie de ortoptero de la familia Tettigoniidae endémica de Aragón.
Caracterizado por sus largas antenas, más largas que el cuerpo, formadas por artejos.
Son insectos corredores y a veces arborícolas a los que se puede oír sobre todo durante las noches de verano y a comienzos de otoño. Miden unos 7 cm de largo y son de colores miméticos, en las laderas secas y soleadas. Como otros Tettigoniidae, su aspecto recuerda a una langosta rechoncha y sin alas. Prolifera sobre terrenos no contaminados y es muy sensible a los pesticidas, insecticidas y predadores, aun cuando resiste en zonas degradadas por el pastoreo. Sus poblaciones se han adaptado a vivir en lugares calcáreos, pedregosos y suelos pobres, como tomillares, garrigas etc aun cuando la densidad es mayor en las escasas zonas bien conservadas de chaparral. 
Especie citada por última vez en 1904 y que se consideraba extinta, habita casi exclusivamente en la provincia de Huesca. Sus poblaciones son reducidas y están muy fragmentadas. Se encuentra citado nada más que en la Sierra de Alcubierre, Monte Aragón y Sierra de Guara, con dos poblaciones más pero separadas, en la cercana provincia de Zaragoza. En junio del 2009 se ha redescubierto en la localidad de Villamayor de Gállego, y en una pradera de Leciñena.

## Curiosidades
Longinos Navás le puso el nombre científico con la palabra aragonesa "pantingana" con la que en el Alto Aragón se nombra a cualquier miembro de la familia de los Tettigoniidae, langostas grandes y verdes.